# منتخب تونس الأولمبي لكرة القدم
منتخب تونس الأولمبي لكرة القدم ويلقب نسور قرطاج، هو الفريق الوطني لكرة القدم الأولمبي في تونس وتديره الجامعة التونسية لكرة القدم يمثل تونس في المسابقات الدولية لكرة القدم وفي الألعاب الأولمبية وكأس إفريقيا لأقل من 23 سنة ودوري اتحاد شمال إفريقيا لكرة القدم. يقتصر الاختيار على اللاعبين الذين تقل أعمارهم عن 23 عامًا، باستثناء أثناء الألعاب الأولمبية حيث يُسمح باستخدام ثلاثة لاعبين زائدين.

## سجل المشاركات

### المشاركات في الألعاب الأولمبية
| الألعاب الأولمبية | الألعاب الأولمبية | الألعاب الأولمبية | الألعاب الأولمبية | الألعاب الأولمبية | الألعاب الأولمبية | الألعاب الأولمبية | الألعاب الأولمبية | الألعاب الأولمبية |
| العام             | الجولة            | المركز            | لعب               | فاز               | عدل               | خسر               | له                | عليه              |
| ----------------- | ----------------- | ----------------- | ----------------- | ----------------- | ----------------- | ----------------- | ----------------- | ----------------- |
| 1900              | جزء من فرنسا      | جزء من فرنسا      | جزء من فرنسا      | جزء من فرنسا      | جزء من فرنسا      | جزء من فرنسا      | جزء من فرنسا      | جزء من فرنسا      |
| 1904              | جزء من فرنسا      | جزء من فرنسا      | جزء من فرنسا      | جزء من فرنسا      | جزء من فرنسا      | جزء من فرنسا      | جزء من فرنسا      | جزء من فرنسا      |
| 1908              | جزء من فرنسا      | جزء من فرنسا      | جزء من فرنسا      | جزء من فرنسا      | جزء من فرنسا      | جزء من فرنسا      | جزء من فرنسا      | جزء من فرنسا      |
| 1912              | جزء من فرنسا      | جزء من فرنسا      | جزء من فرنسا      | جزء من فرنسا      | جزء من فرنسا      | جزء من فرنسا      | جزء من فرنسا      | جزء من فرنسا      |
| 1920              | جزء من فرنسا      | جزء من فرنسا      | جزء من فرنسا      | جزء من فرنسا      | جزء من فرنسا      | جزء من فرنسا      | جزء من فرنسا      | جزء من فرنسا      |
| 1924              | جزء من فرنسا      | جزء من فرنسا      | جزء من فرنسا      | جزء من فرنسا      | جزء من فرنسا      | جزء من فرنسا      | جزء من فرنسا      | جزء من فرنسا      |
| 1928              | جزء من فرنسا      | جزء من فرنسا      | جزء من فرنسا      | جزء من فرنسا      | جزء من فرنسا      | جزء من فرنسا      | جزء من فرنسا      | جزء من فرنسا      |
| 1936              | جزء من فرنسا      | جزء من فرنسا      | جزء من فرنسا      | جزء من فرنسا      | جزء من فرنسا      | جزء من فرنسا      | جزء من فرنسا      | جزء من فرنسا      |
| 1948              | جزء من فرنسا      | جزء من فرنسا      | جزء من فرنسا      | جزء من فرنسا      | جزء من فرنسا      | جزء من فرنسا      | جزء من فرنسا      | جزء من فرنسا      |
| 1952              | جزء من فرنسا      | جزء من فرنسا      | جزء من فرنسا      | جزء من فرنسا      | جزء من فرنسا      | جزء من فرنسا      | جزء من فرنسا      | جزء من فرنسا      |
| 1956              | لم يدخل           | لم يدخل           | لم يدخل           | لم يدخل           | لم يدخل           | لم يدخل           | لم يدخل           | لم يدخل           |
| 1960              | دور المجموعات     | 15                | 3                 | 0                 | 0                 | 3                 | 3                 | 11                |
| 1964              | لم يتأهل          | لم يتأهل          | لم يتأهل          | لم يتأهل          | لم يتأهل          | لم يتأهل          | لم يتأهل          | لم يتأهل          |
| 1968              | لم يتأهل          | لم يتأهل          | لم يتأهل          | لم يتأهل          | لم يتأهل          | لم يتأهل          | لم يتأهل          | لم يتأهل          |
| 1972              | لم يتأهل          | لم يتأهل          | لم يتأهل          | لم يتأهل          | لم يتأهل          | لم يتأهل          | لم يتأهل          | لم يتأهل          |
| 1976              | لم يتأهل          | لم يتأهل          | لم يتأهل          | لم يتأهل          | لم يتأهل          | لم يتأهل          | لم يتأهل          | لم يتأهل          |
| 1980              | لم يتأهل          | لم يتأهل          | لم يتأهل          | لم يتأهل          | لم يتأهل          | لم يتأهل          | لم يتأهل          | لم يتأهل          |
| 1984              | لم يتأهل          | لم يتأهل          | لم يتأهل          | لم يتأهل          | لم يتأهل          | لم يتأهل          | لم يتأهل          | لم يتأهل          |
| 1988              | دور المجموعات     | 13                | 3                 | 0                 | 2                 | 1                 | 3                 | 6                 |
| 1992              | لم يتأهل          | لم يتأهل          | لم يتأهل          | لم يتأهل          | لم يتأهل          | لم يتأهل          | لم يتأهل          | لم يتأهل          |
| 1996              | دور المجموعات     | 14                | 3                 | 0                 | 1                 | 2                 | 1                 | 5                 |
| 2000              | لم يتأهل          | لم يتأهل          | لم يتأهل          | لم يتأهل          | لم يتأهل          | لم يتأهل          | لم يتأهل          | لم يتأهل          |
| 2004              | دور المجموعات     | 12                | 3                 | 1                 | 1                 | 1                 | 4                 | 5                 |
| 2008              | لم يتأهل          | لم يتأهل          | لم يتأهل          | لم يتأهل          | لم يتأهل          | لم يتأهل          | لم يتأهل          | لم يتأهل          |
| 2012              | لم يتأهل          | لم يتأهل          | لم يتأهل          | لم يتأهل          | لم يتأهل          | لم يتأهل          | لم يتأهل          | لم يتأهل          |
| 2016              | لم يتأهل          | لم يتأهل          | لم يتأهل          | لم يتأهل          | لم يتأهل          | لم يتأهل          | لم يتأهل          | لم يتأهل          |
| 2020              | لم يتأهل          | لم يتأهل          | لم يتأهل          | لم يتأهل          | لم يتأهل          | لم يتأهل          | لم يتأهل          | لم يتأهل          |
| المجموع           | دور المجموعات     | 4/15              | 12                | 1                 | 4                 | 7                 | 11                | 27                |

| ملخص المشاركات | ملخص المشاركات | ملخص المشاركات | ملخص المشاركات               | ملخص المشاركات                     | ملخص المشاركات |
| السنة | الدور          | نقاط           | النتيجة                      | مسجلو الأهداف لتونس                | النتيجة        |
| --- | -------------- | -------------- | ---------------------------- | ---------------------------------- | -------------- |
| 1960 | دور المجموعات  | 0              | تونس 1–6 بولندا              | كريت 3'                            | خسارة          |
| 1960 | دور المجموعات  | 0              | تونس 1–2 الأرجنتين           | كريت 25'                           | خسارة          |
| 1960 | دور المجموعات  | 0              | تونس 1–3 الدنمارك            | شريف 48'                           | خسارة          |
| 1988 | دور المجموعات  | 2              | تونس 2–2 السويد              | ذياب 16' معلول 43' (ض.ج.)          | تعادل          |
| 1988 | دور المجموعات  | 2              | تونس 1–4 ألمانيا             | معلول 26' (ض.ج.)                   | خسارة          |
| 1988 | دور المجموعات  | 2              | تونس 0–0 الصين               | —                                  | تعادل          |
| 1996 | دور المجموعات  | 1              | تونس 0–2 البرتغال            | —                                  | خسارة          |
| 1996 | دور المجموعات  | 1              | تونس 0–2 الولايات المتحدة    | —                                  | خسارة          |
| 1996 | دور المجموعات  | 1              | تونس 1–1 الأرجنتين           | المكشر 74'                         | تعادل          |
| 2004 | دور المجموعات  | 3              | تونس 1–1 أستراليا            | الزيتوني 69'                       | تعادل          |
| 2004 | دور المجموعات  | 3              | تونس 0–2 الأرجنتين           | —                                  | خسارة          |
| 2004 | دور المجموعات  | 3              | تونس 3–2 صربيا والجبل الأسود | كلايتون 74' جديدي 74' الزيتوني 74' | فاز            |
| - عدد المشاركات: 4 مشاركات - عدد المباريات: 12 مباراة - عدد الإنتصارات: 1 إنتصار - عدد التعادلات: 4 تعادلات - عدد الهزائم: 7 هزائم - عدد الأهداف المسجلة: 11 هدف - عدد الأهداف المتلقات: 27 هدف - فارق الأهداف: 16- - أفضل نتيجة: دور المجموعات - أكبر إنتصار: تونس 3 - 2 صربيا والجبل الأسود - أكبر هزبمة: تونس 1 – 6 بولندا |                |                |                              |                                    |                |

### المشاركات في ألعاب عموم أفريقيا
| ألعاب عموم أفريقيا | ألعاب عموم أفريقيا  | ألعاب عموم أفريقيا | ألعاب عموم أفريقيا | ألعاب عموم أفريقيا | ألعاب عموم أفريقيا | ألعاب عموم أفريقيا | ألعاب عموم أفريقيا | ألعاب عموم أفريقيا |
| المشاركات: 2       | المشاركات: 2        | المشاركات: 2       | المشاركات: 2       | المشاركات: 2       | المشاركات: 2       | المشاركات: 2       | المشاركات: 2       | المشاركات: 2       |
| العام              | الجولة              | المركز             | لعب                | فاز                | عدل                | خسر                | له                 | عليه               |
| ------------------ | ------------------- | ------------------ | ------------------ | ------------------ | ------------------ | ------------------ | ------------------ | ------------------ |
| 1965 – 1987        |                     |                    |                    |                    |                    |                    |                    |                    |
| 1991               | الميدالية الفضية    | 2                  | 5                  | 3                  | 1                  | 1                  | 7                  | 2                  |
| 1995               | لم يتأهل            | لم يتأهل           | لم يتأهل           | لم يتأهل           | لم يتأهل           | لم يتأهل           | لم يتأهل           | لم يتأهل           |
| 1999               | لم يتأهل            | لم يتأهل           | لم يتأهل           | لم يتأهل           | لم يتأهل           | لم يتأهل           | لم يتأهل           | لم يتأهل           |
| 2003               | لم يتأهل            | لم يتأهل           | لم يتأهل           | لم يتأهل           | لم يتأهل           | لم يتأهل           | لم يتأهل           | لم يتأهل           |
| 2007               | الميدالية البرونزية | 3                  | 5                  | 2                  | 2                  | 1                  | 4                  | 3                  |
| 2011               | لم يتأهل            | لم يتأهل           | لم يتأهل           | لم يتأهل           | لم يتأهل           | لم يتأهل           | لم يتأهل           | لم يتأهل           |
| 2015               | لم يتأهل            | لم يتأهل           | لم يتأهل           | لم يتأهل           | لم يتأهل           | لم يتأهل           | لم يتأهل           | لم يتأهل           |
| المجموع            | الميدالية الفضية    | 2/6                | 10                 | 5                  | 3                  | 2                  | 11                 | 5                  |

## مواضيع ذات صلة
- الجامعة التونسية لكرة القدم
- منتخب تونس لكرة القدم
- منتخب تونس لكرة القدم للمحليين
- منتخب تونس الأولمبي لكرة القدم
- منتخب تونس تحت 20 سنة لكرة القدم
- منتخب تونس تحت 17 سنة لكرة القدم
- منتخب تونس تحت 15 سنة لكرة القدم
- مشاركات تونس في كأس العالم
- مشاركات تونس في كأس الأمم الافريقية
- مشاركات تونس في بطولة أمم أفريقيا للمحليين